# خیابان انقلاب اسلامی (تهران)
خیابان انقلاب اسلامی (نام پیشین: خیابان شاهرضا) خیابانی غربی-شرقی و یکی از خیابان‌های مهم و مرکزی شهر تهران به درازای ۵ کیلومتر است که از سوی غرب از میدان انقلاب و در دنبالهٔ خیابان آزادی آغاز شده و در سوی شرقی در میدان امام حسین و آغاز خیابان دماوند پایان می‌یابد. قسمت شمالی این خیابان مربوط به شهرداری منطقه ۶ و ۷ و قسمت جنوبی آن مربوط به شهرداری منطقه ۱۱ و ۱۲ می‌باشد.
این خیابان به‌علت جای‌گرفتن دانشگاه تهران و کتابفروشی‌های بزرگ و نشریات در کنارهٔ آن، از خیابان‌های مهم تهران است که یکی از خیابان‌های اصلی شهر در راهپیمایی‌ها و از کانون‌های گردهمایی‌های خیابانی به‌ شمار می‌آید. 

## مسیر
خیابان انقلاب اسلامی (شاهرضا) از شرق از میدان امام حسین (شهناز/فوزیه) آغاز شده و در جهت غربی نخست خیابان نظام‌آباد (آیت‌الله مدنی) و سپس گرگان (سرتیپ نامجو) آن را قطع می‌کند. خیابان انقلاب سپس در جهت غربی به پل چوبی می‌رسد. پل چوبی تقاطع خیابان انقلاب با خیابان سپاه است. خیابان سپاه از سمت شمال شرق از میدان عشرت‌آباد (سپاه) می‌آید و تا دروازه شمیران ادامه دارد. تقاطع‌های مهم بعدی خیابان انقلاب پس از پل چوبی به ترتیب عبارتند از: پیچ شمیران، دروازه دولت، میدان فردوسی، چهارراه کالج، چهارراه ولیعصر و در انتها، میدان انقلاب (۲۴ اسفند).
پیچ شمیران نام محلی است که جاده قدیم شمیران (خیابان دکتر علی شریعتی) از خیابان انقلاب منشعب شده و به سمت شمال شرق می‌رود. دروازه دولت هم در تقاطع روزولت (دکتر مفتح) با انقلاب قرار دارد. کمی جلوتر از دروازه دولت، خیابان لاله‌زار نو از خیابان انقلاب منشعب می‌شود که از خیابان‌های قدیمی و معروف تهران است. پس از آن، خیابان شهید سپهبد قرنی در گذر خود از خیابان انقلاب و تبدیل شدن به خیابان فردوسی، میدان فردوسی را تشکیل می‌دهد. بیشتر به سمت غرب، تقاطع انقلاب و خیابان حافظ، چهارراه کالج نام دارد که در دو سوی آن دانشگاه پلی‌تکنیک (صنعتی امیرکبیر) و تالار رودکی (وحدت) به اضافه سفارت روسیه از مکان‌های قابل توجه این محل هستند. خیابان انقلاب سپس در ادامه راه تئاتر شهر را در سمت چپ خود دارد و به چهارراه پهلوی (ولی‌عصر) می‌رسد. جلوتر از این چهارراه راستهٔ کتاب‌فروشی‌های جلو دانشگاه تهران شروع می‌شود و خیابان انقلاب با گذر از سردر دانشگاه تهران و سپس تالار مولوی در سمت راست خود نهایتاً به میدان انقلاب (۲۴ اسفند) می‌رسد که ادامه آن در همان راستای خیابان انقلاب پس از این میدان، خیابان آزادی (آیزنهاور سابق) نام‌گذاری شده‌است.

## مترو
ایستگاه‌های مترو امام حسین (در ابتدای خیابان)، دروازه دولت، میدان فردوسی، تئاتر شهر، و میدان انقلاب اسلامی در این خیابان قرار دارند.

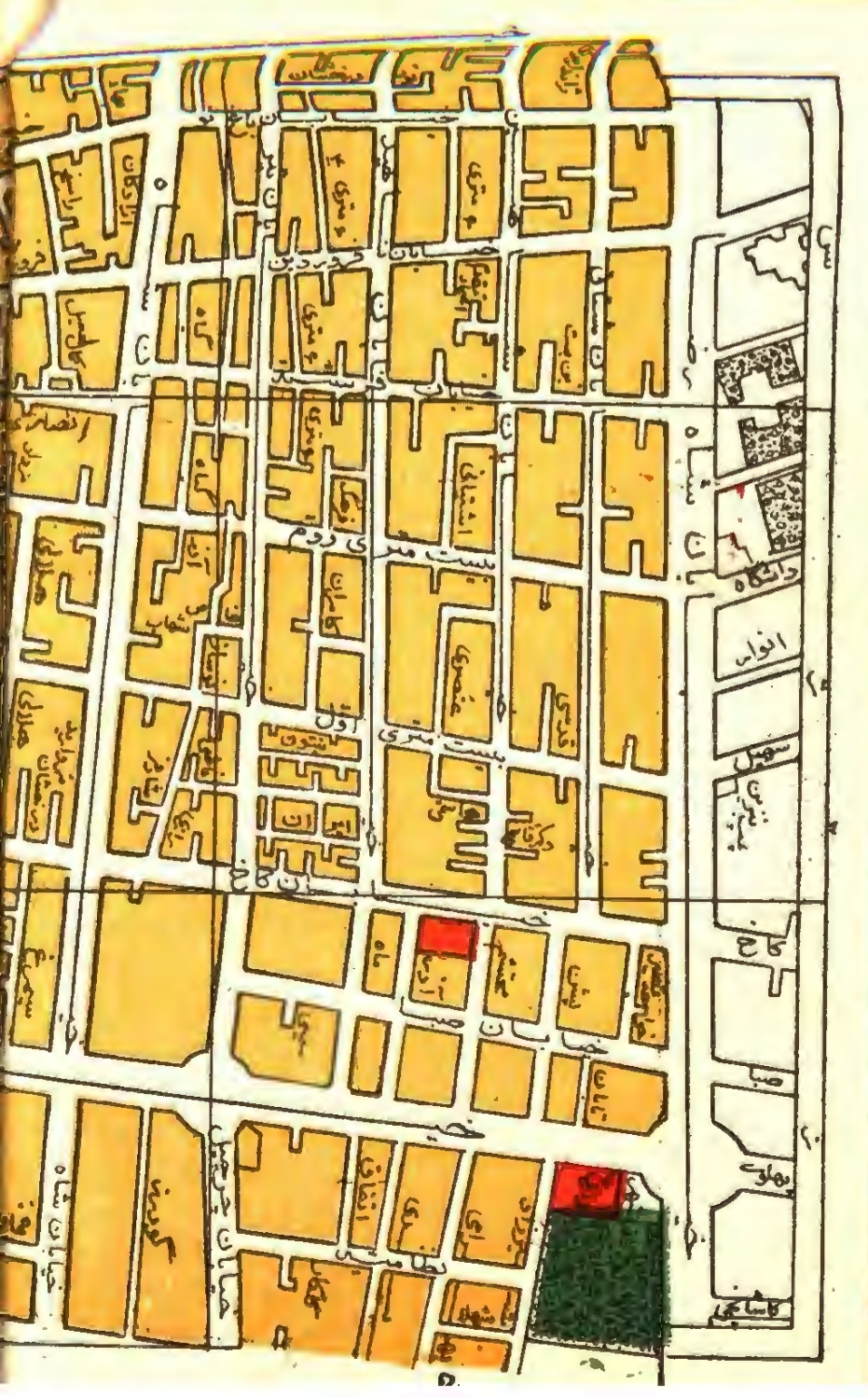
نقشه بخشی از خیابان شاهرضا. از کتاب: راهنمای شهر تهران، نشریه شهربانی کل کشور و دائره جغرافیایی ارتش. چاپخانه ارتش: ۱۳۲۸.

## تقاطع ها
| از شرق به غرب                        | از شرق به غرب                    | از شرق به غرب |
| ------------------------------------ | -------------------------------- | ------------- |
| میدان امام حسین                      | خیابان دماوند خیابان هفده شهریور |               |
|                                      | خیابان خواجه نصیرالدین طوسی      |               |
| BRT 1 ایستگاه بی‌آرتی میدان امام حسین |                                  |               |
| ایستگاه متروی امام حسین              |                                  |               |
|                                      | خیابان مدنی                      |               |
| پل چوبی                              | خیابان سپاه خیابان ابن سینا      |               |
| BRT 1 ایستگاه بی‌آرتی پل چوبی         |                                  |               |
| دوربرگردان                           |                                  |               |
| پیچ شمیران                           | خیابان شریعتی                    |               |
| BRT 1 ایستگاه بی‌آرتی شریعتی          |                                  |               |
| دروازه دولت                          | خیابان مفتح خیابان سعدی          |               |
| ایستگاه متروی دروازه دولت            |                                  |               |
| BRT 1 ایستگاه بی‌آرتی دروازه دولت     |                                  |               |
|                                      | خیابان لاله زار                  |               |
| BRT 1 ایستگاه بی‌آرتی میدان فردوسی    |                                  |               |
| میدان فردوسی                         | خیابان فردوسی خیابان قرنی        |               |
| ایستگاه متروی میدان فردوسی           |                                  |               |
|                                      | خیابان استاد نجات الهی(ویلا)     |               |
| چهارراه کالج                         | خیابان حافظ                      |               |
| BRT 1 ایستگاه بی‌آرتی چهارراه ولیعصر  |                                  |               |
| چهارراه پهلوی                        | خیابان پهلوی                     |               |
| ایستگاه متروی تئاتر شهر              |                                  |               |
|                                      | خیابان فلسطین                    |               |
|                                      | خیابان وصال شیرازی(وزرا)         |               |
| BRT 1 ایستگاه بی‌آرتی دانشگاه تهران   |                                  |               |
|                                      | خیابان قدس                       |               |
|                                      | خیابان فخر رازی                  |               |
|                                      | خیابان دوازدهم فروردین           |               |
| BRT 1 ایستگاه بی‌آرتی میدان انقلاب    |                                  |               |
| ایستگاه متروی میدان انقلاب           |                                  |               |
| میدان انقلاب                         | خیابان آزادی خیابان کارگر        |               |
| از غرب به شرق                        |                                  |               |

## نگارخانه

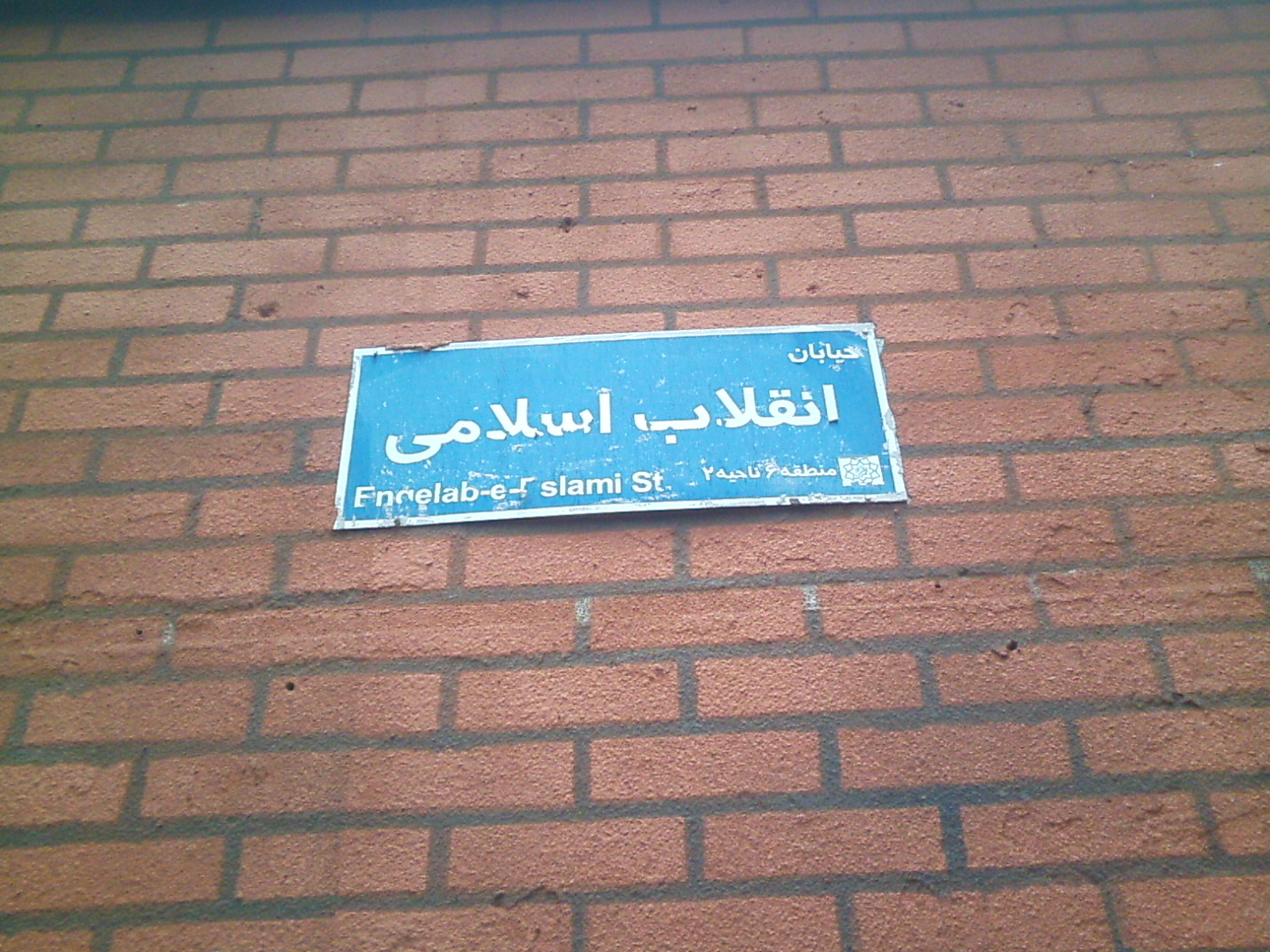
تابلوی خیابان انقلاب
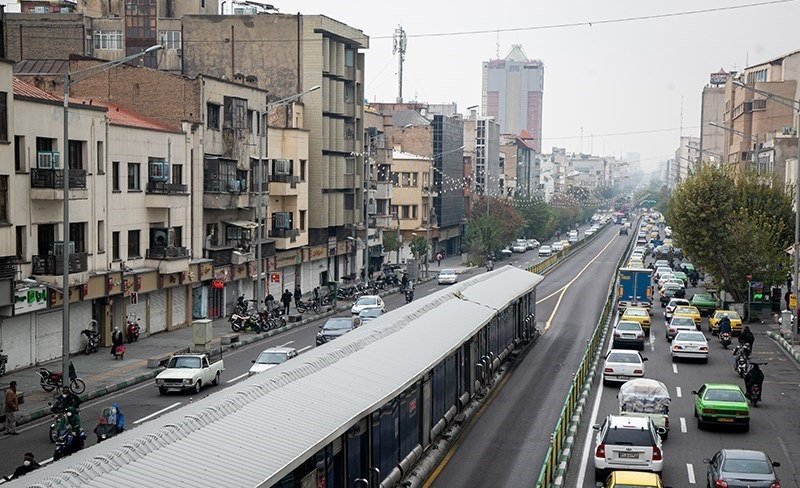
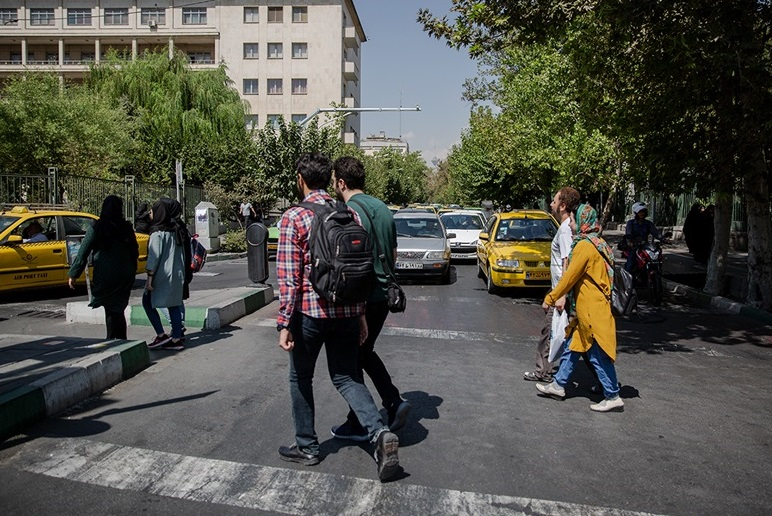
خیابان ۱۶ آذر
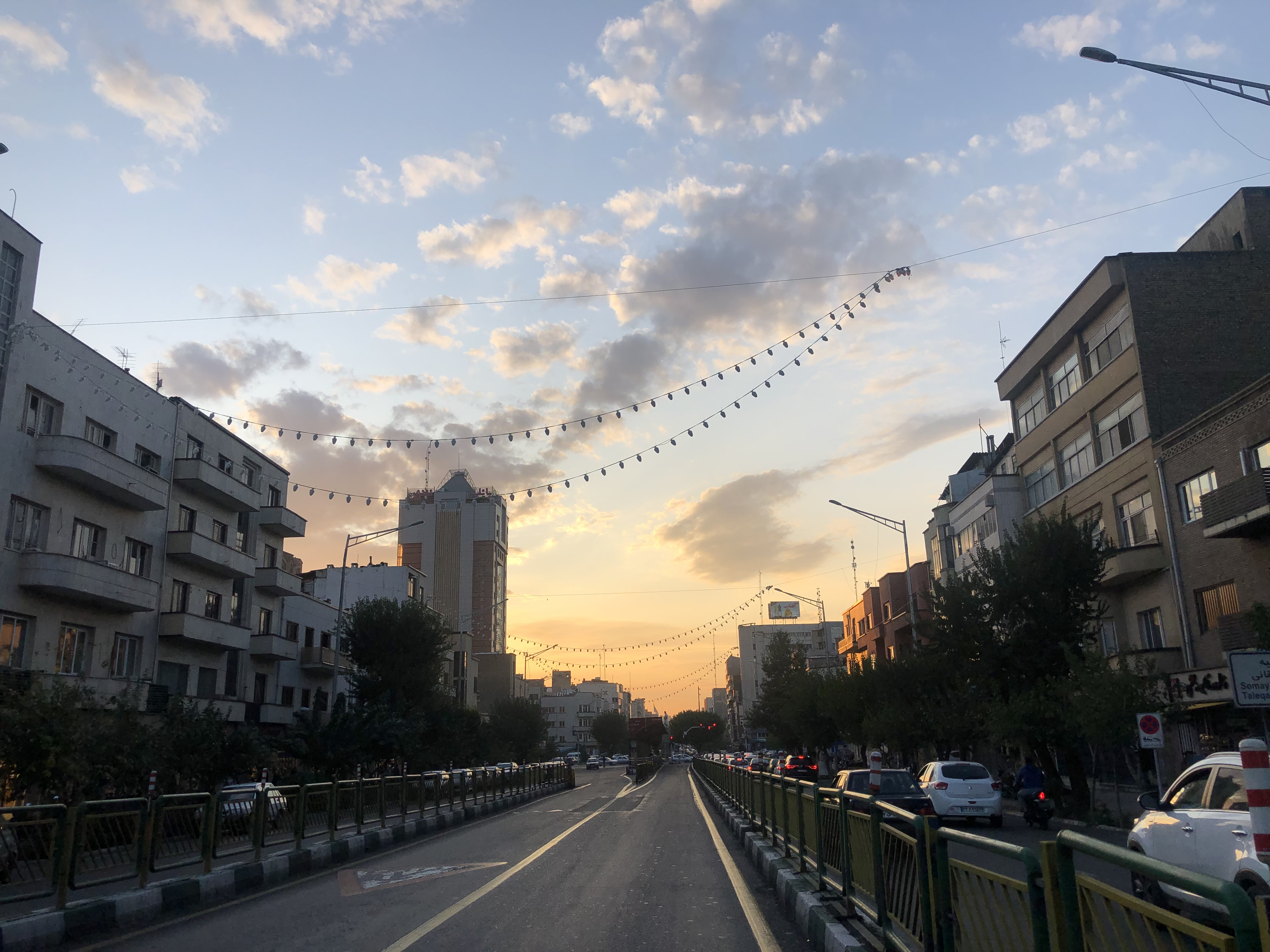
خیابان انقلاب از نمای شرق به غرب
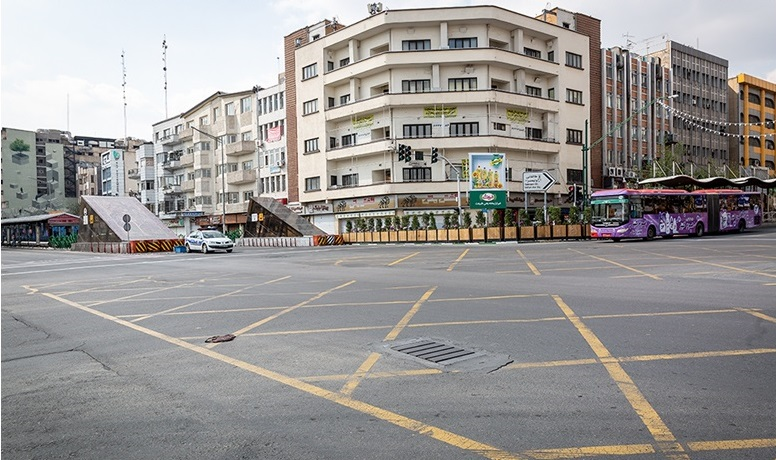
خیابان انقلاب تقاطع خیابان ولیعصر
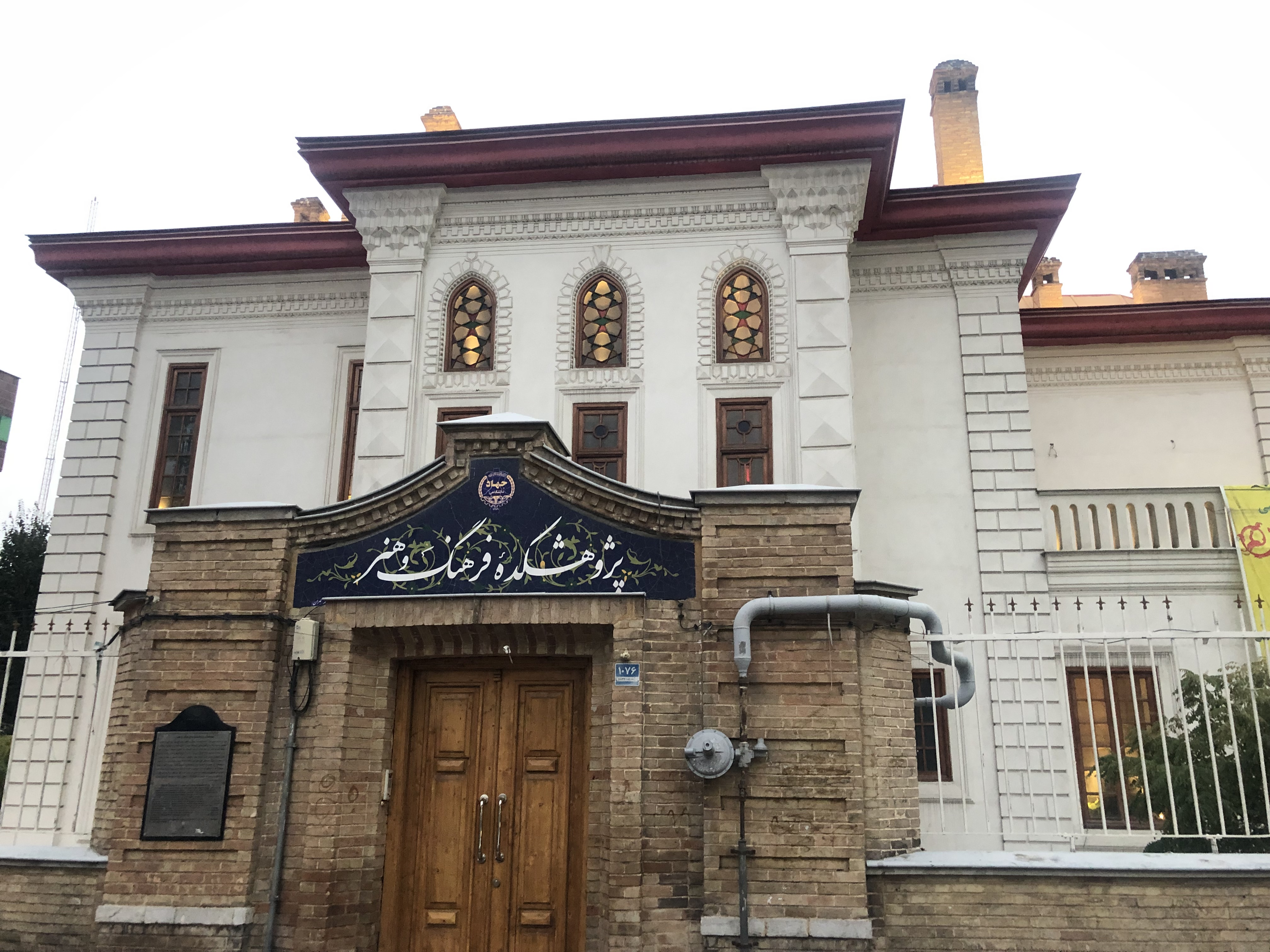
پژوهشگاه فرهنگ و هنر (خانه رستم گیو)
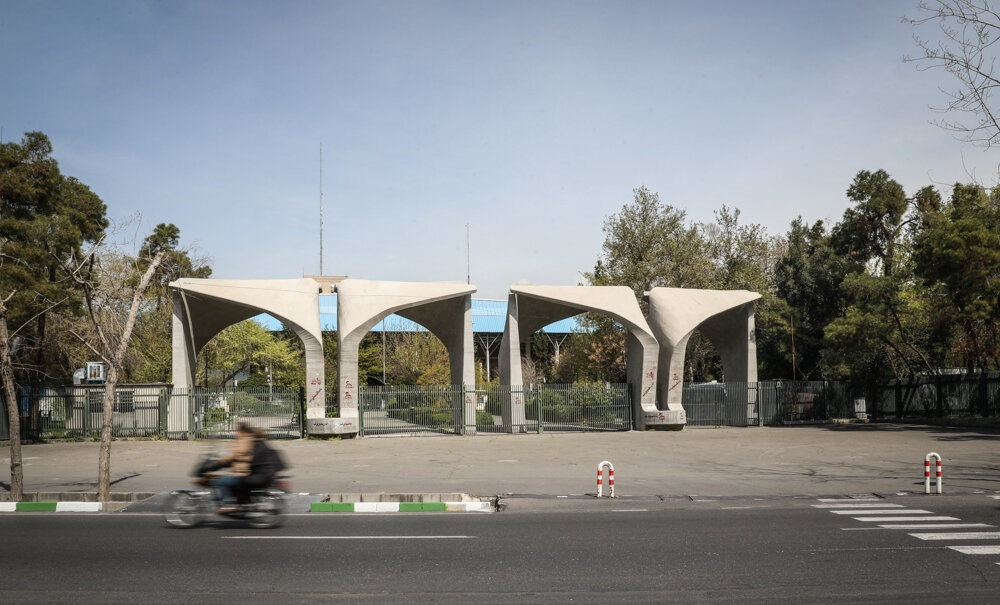
سردر دانشگاه تهران

## ایستگاه‌های مترو
- ایستگاه متروی تئاتر شهر
- ایستگاه متروی فردوسی
- ایستگاه متروی دروازه دولت
- ایستگاه متروی امام حسین